# Cowboy (album)
Cowboy – ósmy album brytyjskiej grupy Erasure wydany w  roku 1997. Vince Clarke oraz Andy Bell są autorami wszystkich utworów. Utwór "Rapture" napisali Chris Stein i Deborah Harry, zaś "Magic Moments" Burt Bacharach i Hal David.

## Utwory

### Standardowa edycja
Dysk 1
| #   | Tytuł                               | Długość |
| --- | ----------------------------------- | ------- |
| 01. | "Rain"                              | 4:10    |
| 02. | "Worlds on Fire"                    | 3:37    |
| 03. | "Reach Out"                         | 4:47    |
| 04. | "In My Arms"                        | 3:28    |
| 05. | "Don't Say Your Love Is Killing Me" | 3:48    |
| 06. | "Precious"                          | 3:31    |
| 07. | "Treasure"                          | 4:03    |
| 08. | "Boy"                               | 3:40    |
| 09. | "How Can I Say"                     | 3:17    |
| 10. | "Save Me Darling"                   | 4:01    |
| 11. | "Love Affair"                       | 3:37    |
| 12. | "Rapture" (wydanie USA)             | 6:34    |
| 13. | "Magic Moments" (wydanie USA)       | 2:37    |

## Personel
- Tracie Ackerman – wokal dodatkowy
- Jordan Bailey – wokal dodatkowy
- Andy Bell – wokal prowadzący
- Andy Caine – wokal dodatkowy
- Vince Clarke – multiinstrumentalista
- Graham Dominy – pomocnik inżyniera
- Larimie Garcia – design
- Luke Gifford – inżynier
- George Holt – inżynier
- Gareth Jones – producent
- Neil McLellan – producent
- Kevin Reagan – design
- Sam Smith – wokal dodatkowy
- Mark "Spike" Stent – miksowanie
- Darren Tai – pomocnik inżyniera
- Paul Walton – pomocnik inżyniera